# Primera de Analco
Primera de Analco är en ort i Mexiko, tillhörande kommunen Coatepec Harinas i södra delen av delstaten Mexiko. Orten hade 1 551 invånare vid folkräkningen 2010 och är kommunens tredje största samhälle.